# Бен Морган
Бен Морган (енгл. Ben Morgan; 18. фебруар 1989) професионални је рагбиста, играч Глостера и енглески репрезентативац.

## Биографија
Висок 191 цм, тежак 116 кг, Морган је пре Глостера играо за рагби јунион тим Скарлетс. За репрезентацију Енглеске је до сада одиграо 31 тест меч и постигао 5 есеја.